# Replay (singel Shinee)
Replay (kor. 누난 너무 예뻐 (Replay) Nunan Neomu Yeppeo (Replay)) – debiutancki singel południowokoreańskiej grupy SHINee, wydany cyfrowo 22 maja 2008 roku w Korei Południowej. Singel promował pierwszy minialbum zespołu Replay. W teledysku wystąpiła Victoria z f(x) śpiewając główny wokal kobiecy. SHNee wykonali piosenkę podczas swojego debiutu 25 maja 2008 roku w programie Inkigayo.

## Lista utworów
| Nr | Tytuł                                                        | Słowa        | Kompozycja                                | Aranżacja     | Czas |
| -- | ------------------------------------------------------------ | ------------ | ----------------------------------------- | ------------- | ---- |
| 1. | "Nunan Neomu Yeppeo (Replay)" (kor. 누난 너무 예뻐 (Replay)) | Kim Young-hu | Jason Pennock, Tchaka Diallo, Jack Kugell | Yoo Young-jin | 3:35 |

## Japońska wersja
Replay -Kimi wa boku no everything- (jap. Replay -君は僕のeverything-) – pierwszy Japoński singel, wydany 22 czerwca 2011 roku. Singel został wydany w dwóch wersjach CD+DVD. Limitowana edycja zapakowana w digipacku zawiera dwa dodatkowe utwory, 68-stronicowy fotobook i jednym z sześciu obrazków tematycznych. Edycja regularna zawiera inny 44-stronicowy fotobook i pocztówkę (tylko pierwsze wydanie).
Singel osiągnął 2 pozycję na liście Oricon i pozostał na liście przez 20 tygodni, sprzedał się w nakładzie 114 314 egzemplarzy. Singel zdobył status złotej płyty.

### Lista utworów
| CD |                                                                          |                   |                                                                                     |       |
| Nr | Tytuł                                                                    | Słowa             | Muzyka                                                                              | Czas  |
| 1. | "Replay -Kimi wa boku no everything-" (jap. Replay -君は僕のeverything-) | HIRO              | Jason Pennock, Tchaka Diallo, James Burney II, Ravaughn Nichelle Brown, Jack Kugell | 3:35  |
| 2. | "Hello" (jap. wer.)                                                      | Natsumi Kobayashi | Tim McEwan, Jess Cates, Lars Halvor Jensen                                          | 3:04  |
| 3. | "Replay" (kor. wer.)                                                     |                   |                                                                                     | 3:35  |
| 4. | "Hello" (kor. wer.)                                                      |                   | Tim McEwan, Jess Cates, Lars Halvor Jensen                                          | 3:04= |

## Notowania
Wersja japońska
| Lista                        | Pozycja |
| ---------------------------- | ------- |
| Oricon Daily Singles Chart   | 2       |
| Oricon Weekly Singles Chart  | 2       |
| Oricon Monthly Singles Chart | 9       |
| Oricon Yearly Singles Chart  | 66      |